# Ein Hund kam in die Küche
Pour plus de détails, voir Fiche technique et Distribution.
Ein Hund kam in die Küche (en français, Un chien entra dans la cuisine) est un téléfilm autrichien réalisé par Xaver Schwarzenberger, diffusé en 2002.

## Synopsis
Pour se détendre après une relation qui a échoué, Senta loue pour ses vacances estivales en Styrie. Elle veut écrire un livre de mathématiques.
La solitude qu'elle s'est imposée est troublée par des visiteurs imprévus. Elle partage d'abord un verre de vin avec l'inspecteur Ludwig quand vient aussi le propriétaire de la maison. Le propriétaire est Stefan Schuster et travaille comme cuisinier à Salzbourg.
Senta ne peut pas résister longtemps à son charme - tous les deux tombent amoureux. Un jour, Senta découvre accidentellement dans un livre de cuisine des extraits de vieux articles de journaux, où Stefan est nommé en tant que suspect dans une affaire de meurtre.

## Fiche technique
- Titre original : Bomber & Paganini
- Réalisation : Xaver Schwarzenberger assisté de Regina Huber
- Scénario : Gerhard Roth
- Musique : Arthur Lauber (de)
- Directeur artistique : Rudolf Czettel
- Costumes : Heidi Melinc
- Photographie : Xaver Schwarzenberger
- Son : Roman Schwartz
- Montage : Helga Borsche
- Production : Gabriele Kusch, Klaus Lintschinger, Andreas Richter, Werner Swossil
- Société de production : Thalia-Film, ÖRF
- Pays d'origine :  Autriche
- Langue : allemand
- Format : Couleur
- Genre : Thriller
- Durée : 89 minutes
- Date de diffusion :
  -  Autriche : 13 novembre 2002.

## Distribution
- Andrea Eckert : Senta Blum
- Tobias Moretti : Stefan Schuster
- Karl Merkatz : Ludwig Ludwig
- Nicole Marischka (de) : Dagmar Paar
- Nino Kratzer : Kajetan Schuster
- Heinrich Schweiger : Le père de Senta Blum
- Erni Mangold : La mère de Senta Blum
- Heinz Marecek (de) : L'inspecteur Lehner

## Source de la traduction
- (de) Cet article est partiellement ou en totalité issu de l’article de Wikipédia en allemand intitulé « Ein Hund kam in die Küche » (voir la liste des auteurs).